# Глобальне суспільство

Земна куля — домівка людства

Глоба́льне суспі́льство (англ. global society) — суспільство, яке охоплює всю земну кулю (від англ. globe — земна куля, global — світовий; той, що стосується земної кулі) і громадянами якого є всі жителі планети Земля. Поняття набуло поширення в другій половині XX ст., коли виникла потреба у дослідженні глобальних суспільних процесів, які впливають на розвиток людства загалом.
На противагу глобальному, суспільства окремих країн світу називають локальними суспільствами.
Основою для розвитку поняття глобального суспільства були ідеї єдинобожжя (християнство, іслам, юдаїзм), а також європейської та китайської  філософії (Геракліт, Платон, Аристотель, Конфуцій), зокрема ідеї єдності всіх людей і рівності перед богом, ідеї космополії, граду земного і граду Божого, ідея Піднебесної тощо[джерело?].

## Різні трактування поняття
Поняття глобального суспільства тісно пов'язане з поняттям суспільства. Якщо на думку деяких вчених[джерело?] глобальне суспільство лише формується або сформувалось відносно недавно, то на думку інших, це суспільство існувало від самого виникнення людства, просто люди або не приділяли йому достатньої уваги, або називали іншими словами: «людство», «рід людський» тощо. Поняття, близькі за змістом до поняття «глобальне суспільство»: планетарне суспільство, міжнародне або світове співтовариство, «глобальне село».

## Життя в сучасному глобальному суспільстві
З погляду глобального суспільства немає нічого загадкового в процесах глобалізації. Вони є звичайними суспільними процесами (суспільними перетвореннями) у глобальному суспільстві, і їм можна знайти певні аналогії в суспільствах локальних (окремих країн світу).

## Локальні суспільства
У складі глобального суспільства в усі часи існували суспільства локальні, суспільства окремих країн, держав і регіонів світу. Отож глобальне суспільство так само має регіональну структуру, як і суспільство будь-якої окремої країни світу (напр., України).

## Глобальне господарство
Глобальне господарство (Глобальна економіка) з погляду глобального суспільства — це його сфера господарської діяльності, його господарська система.

## Історія ідеї глобального суспільства
Вперше ідеї розглядати всіх жителів нашого світу (нашої планети) як єдине суспільство з'являються ще в часи Старожитності. Зокрема, древній мислитель і шукач істини Діоген вживає поняття "космополіт", тобто громадянин світу, громадянин космополії (суспільства світу). У християнстві, зокрема у православ'ї, в різноманітних філософських вченнях на його основі ще в часи раннього середньовіччя (зокрема Київської Русі) використовували такі поняття, як людство, род людський, світ християнський, град Божий тощо, які по суті є осмисленням життя людства і глобального суспільства того часу з погляду християнства. В інших віровченнях того часу, зокрема в юдаїзмі, мусульманстві, китайській філософії, буддизмі, індуїзмі тощо, також трапляються подібні ідеї.
Нові форми опису глобального суспільства з'являються у Європі в епоху Нового Часу в рамках гуманізму. По суті в ті часи розробляються ідеї гуманізму, важливі для сучасного глобального суспільства: ідеї людства, людського блага і загальнолюдських цінностей.
У XVIII—XIX ст. теж з'являються певні напрацювання у сфері дослідження глобальних суспільних процесів і життя людства. Зокрема слід згадати теорію вічного миру у Європі і працю Канта «До вічного миру», в якій він продовжує античні ідеї космополітизму і мирного співжиття людей у всьому світі. Слід звернути увагу, що ідея вічного миру була доволі популярною в ту епоху і по суті була ідеєю, близькою до ідеї глобального суспільства в сучасному світі. Цією ідеєю цікавилися мислителі тогочасної Європи, зокрема Жан-Жак Руссо, праці якого перекладав Іполит Богданович (див. статтю Теорія вічного миру, Космополіт, Космополітизм).

## Зародження і розвиток ідей глобального суспільства у рамках основних світових віровчень
Люди, знайомі з основними світовими віровченнями (релігіями) і поняттям глобального суспільства, досить легко знаходять аналогії в ідеях, які висловлювалися багатьма людьми у рамках цих віровчень протягом тисячоліть і сучасною ідеєю глобального суспільства. Для віруючих людей Творцем людства, а отже і глобального суспільства є Бог. Так у християнстві, мусульманстві, юдаїзмі та буддизмі велика увага приділяється людству, загальнолюдській спільноті земної кулі, вічним проблемам, які існують у її складі протягом всього її існування і оптимальним шляхам їх вирішення. У стародавніх віруваннях Китаю (зокрема конфуціанстві) подібні питання осмислюються з використанням поняття Піднебесної, життєвого простору, у якому живуть люди і одночасно — загальнолюдського суспільства, яке існує в рамках цього простору. Таким чином, ідеї глобального суспільства, осмислення життя людства як єдиного цілого, єдиної спільноти, яка існує на нашій планеті з часу появи перших людей, має багатовікову історію, початки якої губляться в глибині тисячоліть. Зокрема на землях сучасної України ці питання були досить ґрунтовно розроблені в рамках середньовічної православної філософії, інтерес до якої у світі почав зростати в останні роки, що дозволяє говорити про існування православного глобалізму, глобального світогляду заснованого на православних цінностях.

## Глобальне суспільство і проблеми глобалізації
Від самого початку виникнення людства, у глобальному суспільстві разом живуть дуже різні люди з різними поглядами на життя. В залежності від багатьох факторів люди можуть як схвалювати так і заперечувати загальнолюдські цінності і ідею мирного співжиття людства на планеті. У зв'язку з суспільними негараздами, які викликає глобалізація, існує багато людей в сучасному світі, які схильні вважати глобалізацію швидше негативним явищем ніж позитивним. Це своє бачення глобалізації вони часто переносять на глобальне суспільство, заперечуючи його існування або відмовляючись визнавати себе повноправними членами глобального суспільства.

## Імперії і глобальне суспільство

СРСР — яскрава спроба об'єднати глобальне суспільство і встановити в ньому певний порядок шляхом насильства

Історія свідчить, що у часи суспільних негараздів у глобальному суспільстві зазвичай набувають поширення ідеї централізації влади (єдиновладдя) у суспільстві, тобто ідеї про те, що певна людина чи група людей зможуть вирішити існуючі соціальні проблеми, якщо до їх рук передати всю владу у суспільстві. Як правило ці ідеї ведуть до спроби встановлення влади у суспільстві насильницьким шляхом. Історія людства сповнена таких спроб. У масштабах глобального суспільства найбільш значимі спроби централізації влади як правило набувають форм світових імперій. Як приклади можна навести старожитні Китайську, Перську, Римську імперії, Арабський халіфат, середньовічні Західну Римську (Священну Римську) і Східну Римську (Візантійську) імперії, Велику Степову Монгольську Імперію, імперії Нового Часу, такі як Османська, Російська, Австро-Угорська, Британська, Німецька тощо. В історії XX ст. деякі дослідники розглядають такі імперії як Радянську (СРСР), Німеччина (Німеччина 1930—1945 років) і Американську (США). У випадку суспільних негараздів у глобальному суспільстві є всі підстави очікувати нових спроб утворення світових імперій (централізації влади) у світі.

## Війни у світі і глобальне суспільство
З точки зору концепції глобального суспільства всі війни у світі мають на меті переділ влади і сфер впливу у глобальному суспільстві, усунення протиріч між тими чи іншими локальними суспільствами, що входять до його складу.

## Дивись також
- Людство
- Глобалізація
- Глобальне село
- Суспільство